# Jacques Spiesser
Jacques Spiesser est un acteur français né le 7 juin 1947 à Angers.

## Biographie
Il monte sur les planches pendant ses études à l'Institution libre de Combrée en jouant Poil de Carotte avec son professeur Michel Leroy.
Après avoir suivi des cours au Conservatoire, il débute au cinéma en 1972, dans Faustine et le bel été de Nina Companeez avec Muriel Catala. Il a, depuis, tourné avec nombre de réalisateurs éminents (Resnais, Losey, Annaud, Costa-Gavras, Boisset...) répartissant ses interventions entre films grand public (La Gifle) et réalisateurs plus exigeants (Alain Resnais pour Stavisky ou Christine Lipinska, dans Je suis Pierre Rivière. Jacques Spiesser est Un homme qui dort de Bernard Queyranne, d'après le roman de Georges Perec qui signe le scénario et a écrit, dans  W ou le Souvenir d'enfance : « Le Condottière (Antonello de Messine) et sa cicatrice jouèrent [...] un rôle prépondérant dans Un homme qui dort [...] dont l'unique acteur, Jacques Spiesser, porte à la lèvre supérieure une cicatrice presque exactement identique à la mienne : c'est un simple hasard, mais il fut, pour moi, secrètement déterminant. »).
En 2000, il fait une prestation dans Après la réconciliation d'Anne-Marie Miéville avec Jean-Luc Godard. Il apparaît aussi régulièrement sur les planches, interprétant les grands classiques (notamment mis en scène par Francis Huster) ou du théâtre plus contemporain. Alternant cinéma et télévision, il est connu du grand public pour son interprétation de Danglard, adjoint du commissaire Jean-Baptiste Adamsberg, dans les adaptations, signées Josée Dayan, des romans de Fred Vargas et le rôle principal du commissaire Magellan.
Ami de Francis Huster, il a fait partie de la compagnie Francis Huster. On a ainsi pu le voir au théâtre dans Suite royale de et avec Francis Huster, en compagnie de Valérie Crunchant et Cristiana Reali ainsi que dans Le Cid mis en scène par Francis Huster avec Valentine Varela.
Il se marie en 1984 avec Martine Massué, dont il a deux enfants.

## Filmographie

### Cinéma
- 1972 : Faustine et le bel été de Nina Companeez : Florent
- 1973 : R.A.S. d'Yves Boisset : Rémy March
- 1974 : Un homme qui dort de Bernard Queysanne et Georges Perec
- 1974 : L'Ironie du sort d'Édouard Molinaro : Jean Rimbert
- 1974 : Stavisky d'Alain Resnais : Michel Grandville
- 1974 : La Gifle de Claude Pinoteau : Rémi
- 1974 : Ariane de Pierre-Jean de San Bartolomé : le sphinx clown
- 1974 : Section spéciale de Costa-Gavras : Pierre Georges dit Fredo
- 1975 : Lumière de Jeanne Moreau : Saint-Loup
- 1975 : Le Petit Marcel de Jacques Fansten : Marcel
- 1976 : Je suis Pierre Rivière de Christine Lipinska : Pierre Rivière
- 1976 : Un animal doué de déraison de Pierre Kast : Jacques
- 1976 : La Victoire en chantant de Jean-Jacques Annaud : Hubert Fresnoy
- 1977 : Le juge Fayard, dit Le Shériff d'Yves Boisset : Jacques Steiner
- 1982 : La Truite de Joseph Losey : Galuchat
- 1985 : Folie suisse de Christine Lipinska : le père de Nicolas
- 1986 : On a volé Charlie Spencer de Francis Huster : L'inspecteur
- 1987 : Preuve d'amour de Miguel Courtois : Bernard
- 1988 : Baxter  de Jérôme Boivin avec Lise Delamare : Michel Ferrer
- 1989 : Peaux de vaches de Patricia Mazuy : Gérard
- 1989 : L'Homme imaginé  de Patricia Bardon : L'homme
- 1992 : Tout ça... pour ça !  de Claude Lelouch : Zuckmeyer
- 1996 : Madame Jacques sur la Croisette  CM de Emmanuel Finkiel : Jo
- 1998 : Rembrandt  de Charles Matton : Joost Van den Vondel
- 2000 : La Vie moderne  de Laurence Ferreira Barbosa : Désormières
- 2000 : De l'histoire ancienne de Orso Miret : Didier
- 2000 : Après la réconciliation d'Anne-Marie Miéville : Arthur
- 2001 : C'est la vie  de Jean-Pierre Améris : Jean-Louis
- 2002 : Elle est des nôtres de Siegrid Alnoy : Danjard
- 2003 : San-Antonio de Frédéric Auburtin : docteur Hubert
- 2004 : Je suis un assassin  de Thomas Vincent : Kouznetsov
- 2005 : Itinéraires de Christophe Otzenberger : Guy Chartrier
- 2005 : Edy de Stéphan Guérin-Tillié : L'assureur
- 2006 : Le Passager de l'été de Florence Moncorgé-Gabin : Paulo
- 2006 : C'est beau une ville la nuit de Richard Bohringer : Le manager
- 2006 : Hors de prix de Pierre Salvadori : Gilles
- 2006 : Mon meilleur ami de Patrice Leconte : Letellier
- 2007 : Écoute le temps (Fissures) d'Alanté Kavaïté : Le père de Charlotte
- 2007 : Nos retrouvailles de David Oelhoffen : Ruiz
- 2009 : Un homme et son chien de Francis Huster : Le négociant en livres
- 2009 : Coco de Gad Elmaleh : Le préfet
- 2010 : Pieds nus sur les limaces de Fabienne Berthaud : Paul
- 2010 : La Blonde aux seins nus de Manuel Pradal : Victor Durieux
- 2012 : Ici-bas de Jean-Pierre Denis : l'évêque
- 2013 : Une place sur la Terre de Fabienne Godet : Morin
- 2014 : Le Dernier Diamant d'Éric Barbier : Pierre Neuville

### Télévision
- 1974 : Le Pain noir -  épisode 8 : La dernière saison de Serge Moati : Emile
- 1978 : Claudine en ménage et Claudine à Paris d'Édouard Molinaro : M. Maria
- 1980 : Cinéma 16 : Irène et sa folie de Bernard Queysanne : Stéphane
- 1981 : Le Sang des Atrides, téléfilm de Sam Itzkovitch : Juge Chabrand
- 1981 : Cinéma 16 : Tout est à vendre de Jean Streff : Pierre Mirande
- 1983 : Diane Lanster, téléfilm de Bernard Queysanne : Thierry
- 1986 : L’homme au képi noir, téléfilm en 1 saison le gendarme
- 1986 : Maestro, téléfilm de Serge Korber : le médecin
- 1989 : Super polar, saison 1, épisode 3: Gueule d'arnaque de Joël Séria : Michel
- 1989 : Mon dernier rêve sera pour vous de Robert Mazoyer : Louis de Fontanes
- 1989 : Manon Roland, téléfilm de Édouard Molinaro : Claude
- 1989 : L'Été de tous les chagrins, téléfilm de Serge Moati : le lieutenant
- 1990 : Grand beau, téléfilm de Bernard Choquet : Baptiste
- 1992 : Parfum de bébé, téléfilm de Serge Meynard : Étienne
- 1993 : L'Affaire Seznec, téléfilm d'Yves Boisset : Petitcolas
- 1994 : Le Feu follet, téléfilm de Gérard Vergez : l'ami
- 1994 : Deux justiciers dans la ville - épisode 2 : Dame de cœur , série télévisée de Gérard Marx
- 1995 : Commissaire Maigret - Maigret et l'affaire Saint-Fiacre de Denys de La Patellière : le comte de Saint-Fiacre
- 1995 : Lulu roi de France, téléfilm de Bernard Uzan : Victor
- 1995 : L'Impossible Monsieur Papa, téléfilm de Denys Granier-Deferre : Ludovic
- 1995 : Les Filles du Lido de Jean Sagols : Fabrice
- 1995 : Le Mas Théotime de Philomène Esposito : L'inspecteur
- 1997 : Une femme en blanc de Aline Issermann : Barillet
- 1997 : Les Cordier, juge et flic - saison 4, épisode 16 : Cathy de Alain Wermus : Pierre Aubin
- 1997 : La Femme du pêcheur, téléfilm de Dominique Cheminal : Pierre Alain
- 1997 : Le Cri du corbeau, téléfilm de Serge Meynard : Lionel
- 1997 : Les Filles du maître de chai, téléfilm de François Luciani : Vincent
- 1998 : Victor Schœlcher, l'abolition, téléfilm de Paul Vecchiali : Pécoul
- 1998 : Théo et Marie, téléfilm de Henri Helman : le chef des services secrets
- 1999 : Dessine-moi un jouet, téléfilm de Hervé Baslé : Raoul Monge
- 1999 : Duval - épisode 1 : Secrets d'outre-tombe : Le commissaire Duval
- 2000 : La Bicyclette bleue, téléfilm de Thierry Binisti : Adrien Delmas
- 2000 : La Pierre à marier, téléfilm de Chantal Picault : Jean
- 2001 : Duval - épisode 2 : Un mort de trop de Daniel Losset : Commissaire Duval
- 2001 : Le Temps perdu, téléfilm de Frédéric Roullier-Gall : Hubert
- 2001 : Crimes en série - épisode 6 : Le disciple de Patrick Dewolf : Lalande
- 2001 : Dérives, téléfilm de Christophe Lamotte : Gianni
- 2001 : Louis Page - épisode 3 : Le choix de Thomas  de Jean-François Lorenzi et Jean-Louis Lorenzi :  Docteur Rollet
- 2001 : Chère Marianne - épisode 3 : La sous-préfète aux champs  de Bernard Uzan : Coste
- 2001 : Quatre copains, téléfilm de Stéphane Kurc : Charles Biraud
- 2002 : Le Gave, téléfilm de Christian Bonnet : Yves Chabrière
- 2000 et 2002 : Le Grand Patron  - 2 épisodes : Vincent Fresnay 
  - épisode 1 : L'esprit de famille de Claude-Michel Rome (2000)
  - épisode 4 :  La loi du sang de Stéphane Kappes (2002)
- 2002 : La Crim' - saison 4, épisode 5 : Post-mortem  de Denis Amar
- 2002 : La Kiné - épisode 8 : Virage fatal de Aline Issermann : Nicolas Sauviat
- 2002 : L'Été rouge de Gérard Marx - épisodes 1 à 3 : Robert Lantier
- 2003 : Les Thibault de Jean-Daniel Verhaeghe : Docteur Hequet
- 2003 : L'Ombre sur le mur, téléfilm de Alexis Lecaye : Paul
- 2003 : Capitaine Lawrence, téléfilm de Gérard Marx : Hérald
- 2003 : L'Aubaine, téléfilm de Aline Issermann : Tardieu
- 2003 : Jean Moulin, une affaire française, téléfilm de Pierre Aknine : Lassagne
- 2003 : L'Affaire Dominici, téléfilm de Pierre Boutron : Le juge Péries
- 2003 : Péril imminent, téléfilm de Christian Bonnet : Le commissaire Jourdan
- 2004 : Nature contre nature, téléfilm de Lucas Belvaux : M. Lorieux
- 2004 : Péril imminent: Mortel chahut, téléfilm de Arnaud Sélignac : Le commissaire Jourdan
- 2004 : La Nuit du meurtre, téléfilm de Serge Meynard : Jacques Laclos
- 2004 : Central Nuit -  saison 2, épisode 3 : Récidive de Pascale Dallet : François Davrat
- 2002 et 2004 : Navarro  - 2 épisodes : Monsieur Vernoux 
  - épisode 1, saison 14 : Promotion macabre de Gérard Marx (2002)
  - épisode 4, saison 16 : Les bourreaux de l'ombre de Jean Sagols (2004)
- 2004 : Zodiaque de Claude-Michel Rome : Maître Étienne Lefort
- 2005 : Mademoiselle Navarro, téléfilm de Jean Sagols : Maxime Chassignol
- 2005 : Malone  -  épisode 4 : Ascenseur pour deux  de Franck Apprederis : M. Nicolas
- 2005 : Le Proc  -  épisode 2 : Classe tous risques : Pierre Gaillard
- 2005 : D'Artagnan et les Trois Mousquetaires de Pierre Aknine : M. Bonacieux
- 2005 : Les Rois maudits -  épisode 1 : Le Roi de Fer de Josée Dayan : Charles de Valois
- 2005 : La Belle et le sauvage, téléfilm de Bertrand Arthuys : Le commissaire Perraul
- 2005 : Celle qui reste, téléfilm de Virginie Sauveur : Antoine Gallard
- 2006 : Le Grand Charles - épisodes 1 et.2 de Bernard Stora : Pierre Pflimlin
- 2006 : Le Temps de la désobéissance, téléfilm de Patrick Volson : Le divisionnaire
- 2006 : Chasse à l'homme, téléfilm de Arnaud Sélignac : Beauregard
- 2007 : Julie Lescaut -  saison 16, épisode 1 : Le droit de tuer de Daniel Janneau : Derhuns
- 2007 : Le Vrai Coupable, téléfilm de Francis Huster : L'inspecteur Barton
- 2007 : Le Lien, téléfilm de Denis Malleval : Meunier
- 2007 : Sous les vents de Neptune, téléfilm de Josée Dayan : Adrien Danglard
- 2007 : Boulevard du Palais -  saison 9, épisode 4 : Dîner froid  de Christian Bonnet :  Nathan Benisti
- 2007 : Ali Baba et les 40 voleurs, téléfilm de Pierre Aknine : le juge
- 2008 : Avalanche, téléfilm de Jörg Lühdorff : Père Josef
- 2008 : Marie-Octobre, téléfilm de Josée Dayan : Roland Herbelin
- 2008 : La Veuve tatouée, téléfilm de Virginie Sauveur : Guy
- 2008 : Sur le fil de Bruno Garcia : Robin
- 2008 : Scalp de Xavier Durringer : David Danin
- 2009 : L'Homme aux cercles bleus, téléfilm de Josée Dayan : Adrien Danglard
- 2009 : Mourir d'aimer, téléfilm de Josée Dayan : Le médecin
- 2009 : Jusqu'à l'enfer, téléfilm de Denis Malleval : Vallin
- 2009 : Folie douce, téléfilm de Josée Dayan : Sam, le chauffeur de taxi
- 2009 : L'Homme à l'envers, téléfilm de Josée Dayan : Adrien Danglard
- 2009 - 2021 : Commissaire Magellan, série télévisée
- 2006 et 2010 : Section de recherches  - 2 épisodes :  Daniel Pérez 
  - sison 1, épisode 1 : Arrêt d'urgence de Vincenzo Marano (2006)
  - saison 4, épisode 10 : Randonnée mortelle de Gérard Marx (2010)
- 2010 : Chateaubriand, téléfilm de Pierre Aknine : Le Normant
- 2010 : Un lieu incertain, téléfilm de Josée Dayan : Adrien Danglard
- 2011 : Accusé Mendès France, téléfilm de Laurent Heynemann : le Président Perré
- 2011 : Bouquet final, téléfilm de Josée Dayan : Gabriel
- 2011 : La Mauvaise Rencontre, téléfilm de Josée Dayan : le professeur
- 2012 : Divorce et fiançailles, téléfilm d'Olivier Péray : Francis
- 2012 : L'Affaire Gordji : Histoire d'une cohabitation, téléfilm de Guillaume Nicloux : Édouard Balladur
- 2012 : La Baie d'Alger, téléfilm de Merzak Allouache : Louis adulte
- 2012 : Mon frère Yves, téléfilm de Patrick Poivre d'Arvor : Le commandant
- 2012 : La Solitude du pouvoir, téléfilm de Josée Dayan : Stéphane Prévost
- 2013 : Le Clan des Lanzac, téléfilm de Josée Dayan : Michel Duvert
- 2014 : Entre vents et marées, téléfilm de Josée Dayan : Ferdinand
- 2016 : La Tueuse caméléon, téléfilm de Josée Dayan : Quentin
- 2017 : Capitaine Marleau - saison 1, épisode 11 : À ciel ouvert) de Josée Dayan : Thibault Le Preux
- 2017 : Imposture de Julien Despaux : Alexandre Caussey
- 2018 : Quand sort la recluse de Josée Dayan : Commandant Danglard
- 2020 : Capitaine Marleau -saison 3, épisode 6: L'arbre aux esclaves) de Josée Dayan : Octave Duplessis
- 2022 : Diane de Poitiers de Josée Dayan (téléfilm en deux parties) : Philibert de l'Orme

- 2025 : Capitaine Marleau, épisode L'Amiral de Josée Dayan : Franck Galeron

## Théâtre

### Comédien
- 1970 : L'Enterrement d'Henry Monnier, mise en scène André Barsacq, Théâtre de l'Atelier
- 1970 : Mort d'un commis voyageur d'Arthur Miller, mise en scène Éric Kahane, Théâtre des Variétés - Happy Loman
- 1972 : Les Amours de Jacques le Fataliste d'après Denis Diderot, mise en scène Francis Huster, Théâtre de l'Atelier
- 1972 : La Grande Muraille de Max Frisch, mise en scène Jean-Pierre Miquel, Théâtre de l'Odéon
- 1985 : Le Cid de Corneille, mise en scène Francis Huster, Théâtre Renaud-Barrault
- 1986 : Jacques le Fataliste de Diderot, mise en scène Francis Huster, Théâtre Renaud-Barrault
- 1987 : Le Maitre nageur de Jacques-Pierre Amette, mise en scène Jean-Louis Jacopin, Petit Odéon
- 1987 : Dom Juan de Molière, mise en scène Francis Huster, Théâtre Renaud-Barrault
- 1990 : Le Maître de go de Yasunari Kawabata, mise en scène Jean-Paul Lucet, Théâtre des Célestins
- 1991 : Le Maître de go de Yasunari Kawabata, mise en scène Jean-Paul Lucet, Théâtre de l'Atelier
- 1992 : Le Misanthrope de Molière, mise en scène Francis Huster, Théâtre Marigny
- 1992 : Suite royale d’après Crébillon fils et Denis Diderot, mise en scène Francis Huster, Théâtre Marigny
- 1993 : Le Cid de Corneille, mise en scène Francis Huster, Théâtre Marigny
- 1994 : Hamlet de William Shakespeare, mise en scène Terry Hands, Théâtre Marigny
- 1996 : Les Eaux et Forêts de Marguerite Duras, mise en scène Tatiana Vialle, Théâtre de la Gaîté-Montparnasse
- 1996 : Quel petit vélo à guidon chromé au fond de la cour ?, mise en scène d'Isabelle Nanty, Théâtre de la Gaîté-Montparnasse
- 1998 : Flip ! de Tom Rooney, mise en scène Roger Mirmont, Théâtre Fontaine

### Metteur en scène
- 1973 : Viendra-t-il un autre été ?, de Jean-Jacques Varoujean, Petit Odéon
- 1986 : Diderot et l'abbé Barthélémy, d'après Denis Diderot, Théâtre Renaud-Barrault

## Distinctions
- 2007 : Meilleur second rôle masculin pour Le Lien, au Festival de la fiction TV de La Rochelle[1]